# 180
| [ Edytuj tabelę ] |                                              |
| Cesarz Chin       | - 168 Han Lingdi 189                         |
| Władca Korei      | - 179 Kogukch’ŏn 197                         |
| Papież            | - 175 Eleuteriusz 189                        |
| Król Partów       | - 147 Wologazes IV 191                       |
| Cesarz Rzymu      | - 161 Marek Aureliusz 180 - 180 Kommodus 192 |

Rok 180 / CLXXX
stulecia: I wiek ~
II wiek ~
III wiek

lata: 170 «
175 «
176 «
177 «
178 «
179 «
180
» 181
» 182
» 183
» 184
» 185
» 190

## Wydarzenia
- 17 marca – po śmierci ojca Kommodus objął rządy w Rzymie (był współcesarzem od 176), a 22 października odbył triumfalny wjazd do stolicy.
- 17 lipca – w Kartaginie ścięto 7 mężczyzn i 5 kobiet, pierwszych męczenników chrześcijańskich na ziemi afrykańskiej.
- Galen badał związki między paraliżem a zerwaniem rdzenia kręgowego.
- W Brytanii Rzymianie zostali wyparci za wał Hadriana.
- Zawarcie pokoju z Markomanami i Kwadami, rezygnacja ze zdobyczy poza Dunajem.

## Zmarli
- 17 marca - Marek Aureliusz, filozof, pisarz i cesarz rzymski, zmarł w Windobonie na dżumę
- Aulus Gellius, pisarz i gramatyk
- Lukian z Samosat, satyryk grecki (data sporna lub przybliżona)